# 1932 en bande dessinée
| Années de la bande dessinée : 1929 - 1930 - 1931 - 1932 - 1933 - 1934 - 1935    |
| Décennies de la bande dessinée : 1900 - 1910 - 1920 - 1930 - 1940 - 1950 - 1960 |

Cet article présente les faits marquants de l'année 1932 en bande dessinée.

## Évènements
- Publication de Tintin en Amérique par Hergé.
- Création du journal Topolino (Mickey) en Italie en décembre.

## Nouveaux albums
Voir aussi : Albums de bande dessinée sortis en 1932

### Franco-belge
| Sortie | Titre              | Scénariste | Dessinateur | Coloriste | Éditeur   |
| ------ | ------------------ | ---------- | ----------- | --------- | --------- |
| ?      | Tintin en Amérique | Hergé      | Hergé       |           | Casterman |
| ?      | …                  |            |             |           |           |

### Comics
| Sortie | Titre       | Scénariste | Dessinateur | Coloriste | Éditeur |
| ------ | ----------- | ---------- | ----------- | --------- | ------- |
| ?      | à compléter |            |             |           |         |
| ?      | …           |            |             |           |         |

### Mangas
| Sortie | Titre       | Scénariste | Dessinateur | Coloriste | Éditeur |
| ------ | ----------- | ---------- | ----------- | --------- | ------- |
| ?      | à compléter |            |             |           |         |
| ?      | …           |            |             |           |         |

## Naissances
- 22 février : Claude Beylie, inventeur de l'expression « neuvième art »
- 10 mars : Francine Graton
- 24 mars : Christian Godard, dessinateur et scénariste français.
- 5 juin : Mittéï, scénariste et dessinateur belge.
- 17 juillet : Quino, scénariste et dessinateur d'historieta argentin.
- 20 juillet : Dick Giordano, scénariste, dessinateur, encreur et responsable éditorial américain
- 17 août : Jean-Jacques Sempé, dessinateur français.
- 19 août : Jacques Lob, auteur français.
- 23 août : Guillermo Mordillo, dessinateur français né en Argentine.
- 24 août : Jim Aparo, dessinateur de comics
- 1er septembre : José Ortiz
- 8 octobre : Kim Seong-hwan, manhwaga
- 11 octobre : Sergio Toppi
- 30 novembre : Gérard Lauzier, auteur français.
- 2 décembre: Sergio Bonelli, editeur et scenariste italien.